# General Plaza
General Plaza ist eine Kleinstadt und die einzige Parroquia urbana im Kanton Limón Indanza der ecuadorianischen Provinz Morona Santiago. Die Parroquia besitzt eine Fläche von 291,62 km². Beim Zensus 2010 betrug die Einwohnerzahl der Parroquia 3981. Davon lebten 3523 Einwohner in der Stadt General Plaza.

## Lage
Die Parroquia General Plaza reicht von der Ostflanke der Cordillera Real im Westen bis zur Cordillera del Cóndor im Osten. Der Río Negro entwässert den Westen der Parroquia nach Norden, der Río Yunganza den östlichen Teil des Verwaltungsgebietes nach Nordosten. Die Längsausdehnung in WSW-ONO-Richtung beträgt etwa 36,5 km. Die 1050 m hoch gelegene Stadt General Plaza befindet sich am Río Yunganza etwa 80 km südsüdwestlich der Provinzhauptstadt Macas. Die Fernstraße E45 (Macas–Zamora) führt an General Plaza vorbei.
Die Parroquia General Plaza grenzt im Osten an die Parroquia Yunganza, im Osten an die Parroquia Santa Susana de Chiviaza, im Südwesten an die Parroquias San Antonio und Indanza, im zentralen und westlichen Süden an die Parroquias Pan de Azúcar und San Juan Bosco (beide im Kanton San Juan Bosco), im äußersten Südwesten an die Parroquia Chigüinda (Kanton Gualaquiza) sowie im Westen an die Provinz Azuay mit den Parroquias Sígsig, Principal und Luis Cordero Vega.

## Geschichte
Anfangs gab es den Caserío Limón in der Parroquia Indanza im Kanton Méndez. Am 12. Dezember 1948 wurde Limón ausgegliedert und bildet seither die Parroquia General Plaza. Namensgeber war Leonidas Plaza Gutiérrez, in den Jahren 1901–1905 und 1912–1916 Präsident von Ecuador. Am 15. Dezember 1950 wurde der Kanton Limón Indanza eingerichtet und General Plaza wurde eine Parroquia urbana und Sitz der Kantonsverwaltung.